# Tyrannochthonius stygius
Tyrannochthonius stygius är en spindeldjursart som beskrevs av William B. Muchmore 1996. Tyrannochthonius stygius ingår i släktet Tyrannochthonius och familjen käkklokrypare. Inga underarter finns listade i Catalogue of Life.